# Troisvierges
Troisvierges (luxemburguès Ëlwen, alemany Ulflingen) és una comuna i vila al nord de Luxemburg, que forma part del cantó de Clervaux. Al seu territori es troben els dos turons més alts de Luxemburg, Kneiff (560 m) i Buurgplaatz (559 m). Endemés de Troisvierges, inclou les viles de Basbellain, Biwisch, Drinklange, Goedange, Hautbellain, Huldange, i Wilwerdange. Durant la Primera Guerra Mundial fou ocupat per l'Imperi Alemany violant la neutralitat luxemburguesa i es trobà enmig del front occidental.

## Població
| Nacionalitat   | Població | %      |
| -------------- | -------- | ------ |
| luxemburguesos | 1.604    | 63,58% |
| Forasters      | 919      | 36,42% |
| - portuguesos  | 456      | 18,07% |
| - francesos    | 40       | 1,59%  |
| - italians     | 18       | 0,71%  |
| - belgues      | 249      | 9,87%  |
| - alemanys     | 32       | 1,27%  |
| - iugoslaus    | 47       | 1,86%  |
| - altres       | 77       | 3,05%  |

## Evolució demogràfica
| Any        | Població |
| ---------- | -------- |
| 15/02/2001 | 2.523    |
| 01/01/2002 | 2.520    |
| 01/01/2003 | 2.553    |
| 01/01/2004 | 2.582    |
| 01/01/2005 | 2.585    |